# Fiscalité des personnes physiques
 (janvier 2023).
Si vous disposez d'ouvrages ou d'articles de référence ou si vous connaissez des sites web de qualité traitant du thème abordé ici, merci de compléter l'article en donnant les références utiles à sa vérifiabilité et en les liant à la section « Notes et références ».
Si l'on prend pour une première approche l'exemple du système applicable aux résidents en France, la fiscalité des personnes physiques  s'applique à :
- la consommation (TVA, TIPP, taxes sur le tabac, l'alcool, la redevance télévision, taxe d'habitation...)

- les revenus (IRPP, CSG)

- le patrimoine (taxe foncière, ISF, droits de succession, impôt de bourse, imposition des plus-values)

- les formalités administratives (droits de timbres ou d'enregistrement sur des pièces officielles)